# Pontão
Pontão là một đô thị thuộc bang Rio Grande do Sul, Brasil. Đô thị này có diện tích 505,713 km², dân số năm 2007 là 3904 người, mật độ 7,72 người/km².